# Cupcake

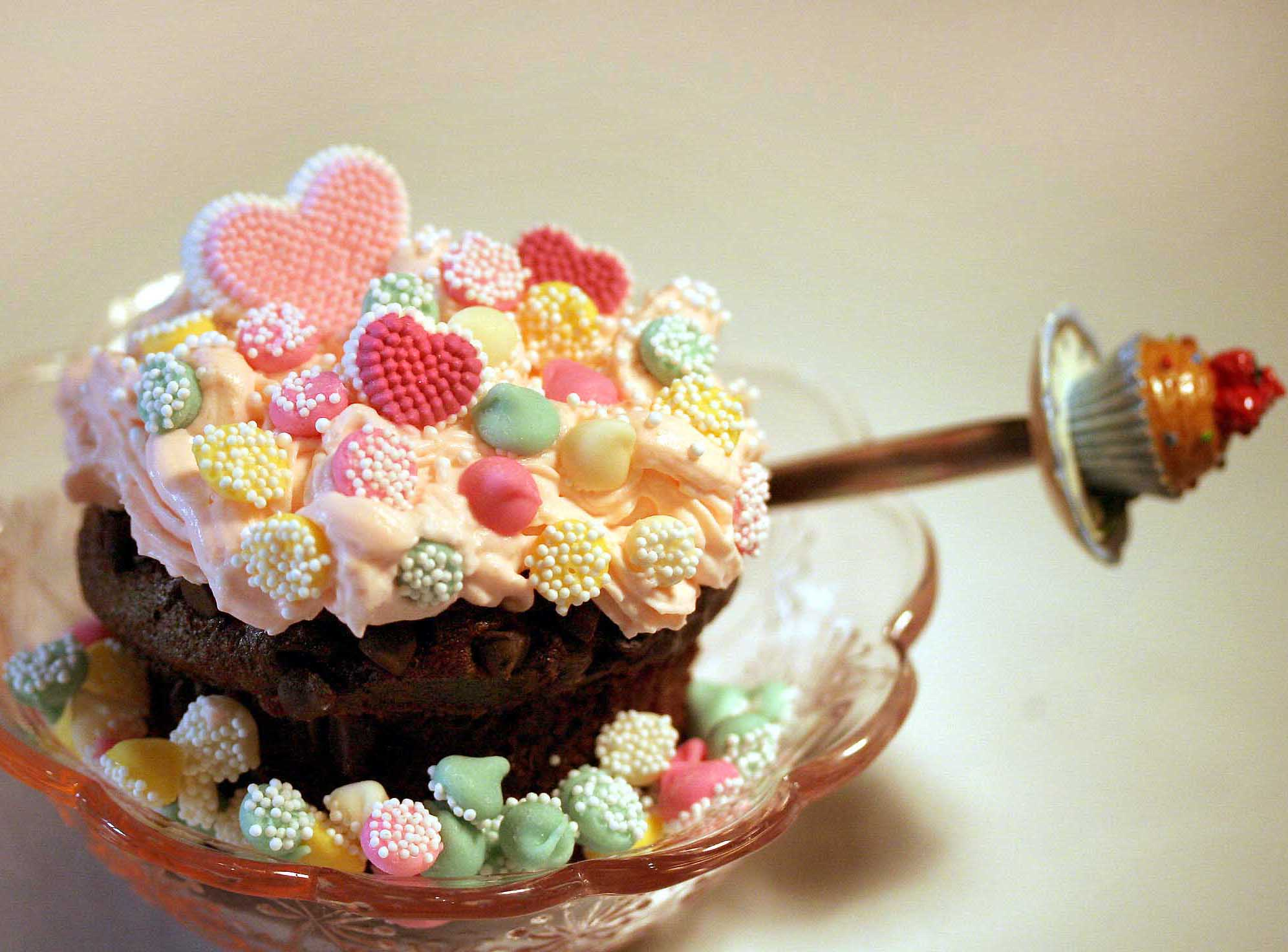
Bogato ozdobiony cupcake

Cupcake (termin amerykański) lub fairy cake (termin brytyjski, jednak coraz częściej używany zamiennie z amerykańskim) – małe ciastko w kształcie babeczki, przeznaczone dla jednej osoby, zwykle w małej, papierowej foremce. Najczęściej sprzedawane w zestawach. Serwowane z polewą, posypką oraz innymi dekoracjami i dodatkami. Jest uważane za prototyp nowoczesnego ciastka.

## Historia

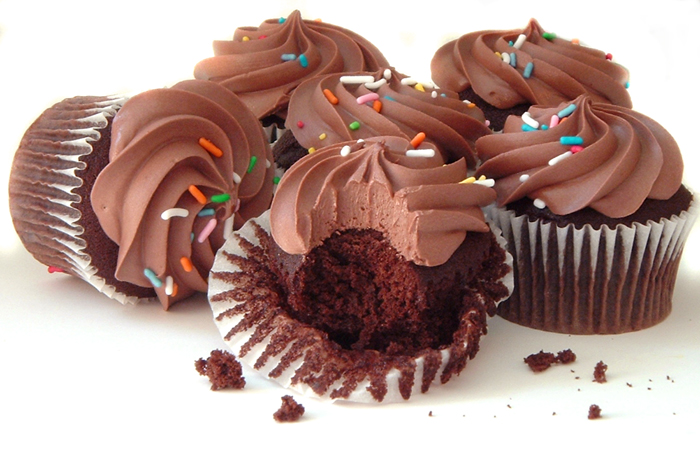
Cupcakes (l.mn. od ang. cupcake) – czekoladowe z posypką

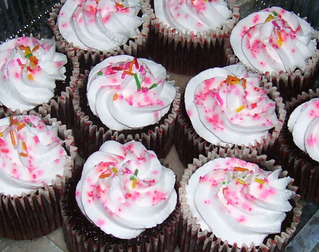
Cupcakes – zestaw

Nazwa cupcake pochodzi od angielskiego cake (ciasto) i cup (kubek), jako skrót od „teacup” (filiżanka), ponieważ jest jej rozmiarów. Przez poprzednie stulecia, zanim papierowe foremki do muffinów zostały szeroko rozpowszechnione, były często pieczone w osobnych formach, szablonach i garnkach. Nazwa fairy cake jest wymyślnym odwołaniem do ich rozmiaru.
Cupcakes są często serwowane w czasie różnych uroczystości, jak na przykład na imprezach urodzinowych. Dodatkowo mogą być także podawane jako dodatek do popołudniowej herbaty. Są wygodniejszą alternatywą dla zwykłych ciast, ponieważ są mniejsze i nie trzeba ich dzielić na części przy pomocy specjalnych przyrządów kuchennych.

## Przygotowanie
Do zrobienia prostego ciasteczka cupcake potrzebne są te same podstawowe składniki jak do zwykłego ciasta:
- masło,
- cukier,
- jaja i
- mąka[1][2].

Jednakże mogą być zastosowane składniki zastępcze, na przykład masła i jaj według zasad wegan.